# Quy Hướng
Quy Hướng là một xã thuộc huyện Mộc Châu, tỉnh Sơn La, Việt Nam.
Xã Quy Hướng có diện tích 72,74 km², dân số năm 1999 là 3.322 người, mật độ dân số đạt 46 người/km².